# Чурилин, Арсений Павлович
Арсений Павлович Чурилин (1909, Рига — 1957, Кратово, Раменский район, Московская область) — Герой Советского Союза, гвардии майор, командир корабля. Служил в 432 тбап/746 апдд/25 гапдд (203-й гвардейский авиационный полк). Во время Великой Отечественной войны совершил 146 боевых вылетов.

## Биография
Арсений Павлович Чурилин родился 16 мая 1909 года в городе Рига.
В 1926 году окончил профессиональную техническую школу, после чего был направлен на фаянсовую фабрику, находящуюся в селе Песочном (город Киров, Калужская область), где работал слесарем. Член ВКП(б)/КПСС с 1931 года. В 1933 году окончил Одесскую военную школу лётчиков.
13 августа 1937 года участвовал в розысках потерпевшего катастрофу самолёта С. А. Леваневского, совершавшего перелёт из Москвы через Северный Полюс в Фербенкс, штат Аляска, США.
В 1939 году принимал участие в боях с японскими войсками на реке Халхин-Гол, Монголия.
10 августа 1941 года участвовал в авиационном рейде на Берлин вторым пилотом в экипаже А. А. Курбана (штурман Г. Молчанов). Длительное время летал вторым пилотом в экипаже А. С. Додонова. В марте 1943 году Арсению Павловичу Чурилину было присвоено воинское звание капитана, и он был назначен командиром корабля.
В ночь на 13 апреля 1943 года во время бомбардировки Кёнигсберга прямым попаданием был повреждён мотор на самолёте Чурилина. На трёх моторах экипаж достиг аэродрома и благополучно произвёл посадку.
К концу октября 1943 года майор Арсений Павлович Чурилин совершил 146 ночных боевых вылетов на бомбардировку военно-промышленных объектов в глубоком тылу Германии, скоплений немецких войск, выполнял специальные задания по выброске десанта и грузов.
С 1947 года подполковник Чурилин находился в запасе.
Умер 10 февраля 1957 года в посёлке Кратово Раменского района Московской области.

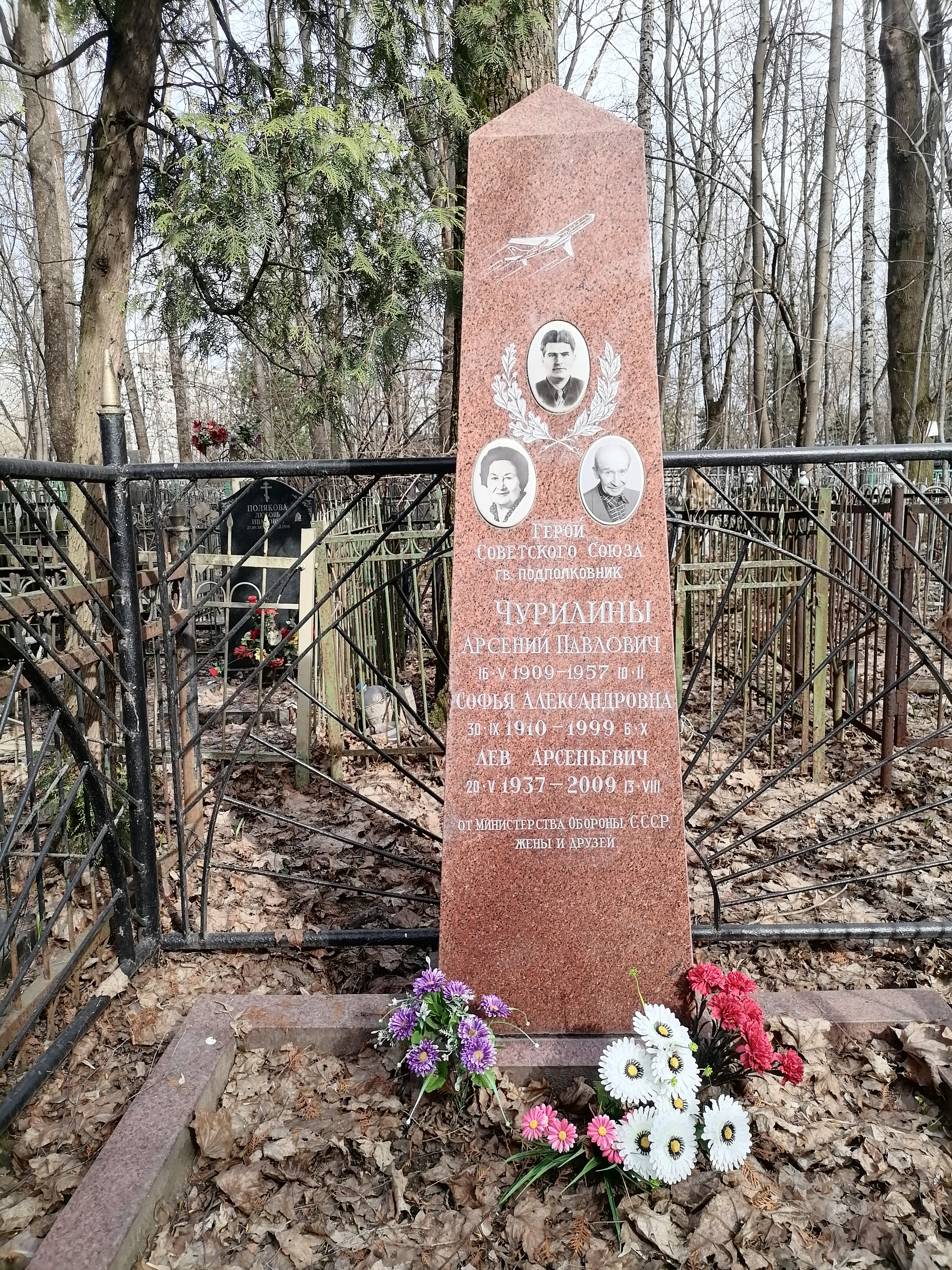

Похоронен на Быковском мемориальной кладбище в городе Жуковский Московской области.

## Память
- В честь Героя Советского Союза Арсения Павловича Чурилина названа улица в посёлке Кратово.
- В 2010 году в Кратовской школе № 28 состоялось открытие мемориальной доски, посвящённой Герою[3].
- На площади Победы в городе Раменское у Вечного огня установлена гранитная плита, на которой высечено имя героя.
- Именем Чурилина назван индустриально-педагогический колледж в городе Кирове Калужской области[4].

## Награды
- Указом Президиума Верховного Совета СССР от 13 марта 1944 года за образцовое выполнение заданий командования и проявленные при этом мужество и героизм, гвардии майору Чурилину Арсению Павловичу присвоено звание Героя Советского Союза с вручением ордена Ленина и медали «Золотая Звезда» (№ 3342).
- Награждён орденом Ленина, двумя орденами Красного Знамени, орденами Отечественной войны 1 степени, Красной Звезды, медалями.